# Trogocitosis

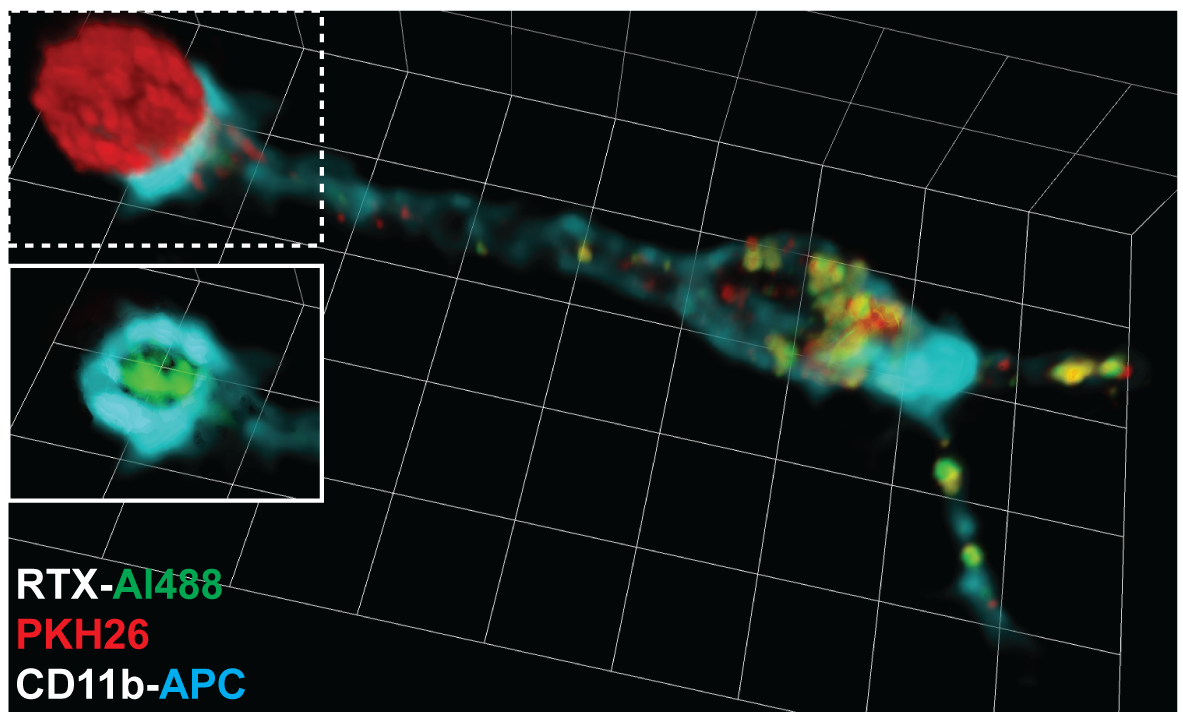
Reconstrucción volumétrica de preparaciones para microscopía confocal de la interfaz entre una célula de Ramos y una célula RAW. Las células de Ramos fueron revestidas con RTX-Al488 (en verde) y marcadas con PKH26 (rojo). Posteriormente se incuban con células RAW durante 45 minutos a 37º. Las células RAW se marcan con anti-CD11b-APC (en cian). Se observa cómo la célula RAW ha trogocitado ampliamente tanto el RTX como el PKH26.

La trogocitosis (del griego τρώγω, ‘roer’) es un proceso en el que los linfocitos B, T y las células NK conjugadas con células presentadoras de antígenos extraen moléculas de superficie de estas células y las presentan en su propia superficie. La reorganización molecular tiene lugar en la interfaz entre el linfocito y la célula presentadora de antígeno durante la conjugación, que se conoce como sinapsis inmunológica.

## Historia y descubrimiento
Los primeros indicios de la existencia de este proceso se remontan a fines de los años 1970 cuando varios grupos publicaron la presencia de moléculas inesperadas, como las del complejo principal de histocompatibilidad en los linfocitos T. La noción de que fragmentos de membrana y no sólo moléculas aisladas podrían ser capturadas por los linfocitos T a partir de células presentadoras de antígenos fue sugerida por la captura de moléculas del CPH fusionadas con proteína fluorescente verde (GFP) en su porción intracelular. La demostración de que los fragmentos de membrana estaban implicados en este proceso de transferencia llegaron cuando se observó que sondas fluerescentes incorporadas en la membrana plasmática de las células presentadoras de antígenos, así como moléculas no pertenecientes al CMH eran capturadas por los linfocitos T junto con el antígeno.

## Tipos celulares que efectúan la trogocitosis
La Trogocitosis fue inicialmente documentada en linfocitos T, B y células NK, tanto in vivo como in vitro. En los linfocitos T y B la trogocitosis se desencadena cuando el receptor de linfocitos T (TCR) en el caso del linfocito T o el receptor de linfocito B (BCR) en el caso de los linfocitos B interactúa con el antígeno reconocido en las células presentadoras de antígeno. Como en el caso de los linfocitos, la trogocitosis tiene lugar en granulocitos y polimorfonucleados (PMN) y está asociada con la citotoxicidad celular dependiente de antígeno (ADCC). 
Se ha visto que para que se inicie la ADCC in vitro, los PMN se deben adherir a sus células blanco de modo que puedan establecer uniones estrechas con células tumorales opsonizadas con anticuerpos. Este cúmulo dediferenciación precede al intercambio mutuo de lípidos de membrana entre célula efectora y objetivo durante la ADCC y no tiene lugar en ausencia de anticuerpos opsonizantes. la trogocitosis también tiene lugar en monocitos y células dendríticas. Fuera del sistema inmunitario también se ha documentado una transferencia similar de fragmentos de membrana entre espermatozoides y oocitos, un proceso que contribuye a la fusión de los gametos.

## Mecanismo de la trogocitosis
La Trogocitosis implica la transferencia de fragmentos de membrana plasmática desde la célula presentadora de antígenos al linfocito. Está específicamente desencadenada por la señalización celular dependiente de antígeno en los linfocitos T y B, por el receptor inhibidor y activador de las células NK y por diferentes receptores, incluido el receptor de la porción Fc y el receptor basurero (scavenger) de clase A. Es probable que la trogocitosis no implique la captura de vesículas como exosomas secretadas por células presentadoras de antígenos. En lugar de esto, las moléculas se pueden trasladar desde las células presentadoras de antígenos a los linfocitos guiadas por nanotubos de membrana o que los fragmentos de membrana puedan ser desgarrados por los linfocitos T debido a fuerzas físicas que se precisan para la formación y deformación de la sinapsis inmunológica. Dependiendo de los dos tipos celulares implicados en los conjugados, la trogocitosis puede ser unidireccional o bidireccional. Las proteínas transferidas por trogocitosis son múltiples y principalmente incluyen proteínas insertadas o estrechamente asociadas a la membrana plasmática. Por ejemplo, los linfocitos humanos adquieren la proteína de la membrana interna H-Ras, una proteína G vital para las funciones ordinarias de los linfocitos y un participante importante en el cáncer humano a partir de las células que rastrea. La transferencia es dependiente de contacto intercelular y tiene lugar en el contexto de la formación de conjugados celulares. Es más, la adquisición del oncogén H-RasG12V por los linfocitos NK y T posee importantes funciones biológicas en los linfocitos adoptados: la H-RasG12V transferida induce la fosfolilación de ERK incrementan la presencia del interferón gamma y de la secreción del factor de necrosis tumoral α, aumentando la proliferación de linfocitos y la eliminación celular señalizada por células NK.

## Consecuencias fisiológicas
La trogocitosis puede tener consecuencias fisiológicas de dos modos: O bien porque las células "receptoras" adquieren y emplean moléculas que no expresan habitualmente, o bien porque las células "donantes" pierden esas moléculas, lo cual puede alterar su interacción con otras células. Las moléculas adquiridas, tales como las reguladoras, con componentes extra o intracelulares podrían alterar la actividad de los linfocitos y dirigir varias funciones linfocíticas, como la migración al tejido lesionado adecuado. Los fragmentos de membrana plasmática ganados también pueden contribuir a la capacidad de crecimiento, puesto que los lípidos son componentes altamente energéticos que contribuyen al mismo. La trogocitosis pudo aparecer por primera vez en organismos muy primitivos para nutrir otras células.
La mayor parte de las funciones biológicas que se han identificado para la trogocitosis han sido encontradas en linfocitos y células dendríticas. Los más importantes son:
- Los linfocitos T citotóxicos que han capturado complejos péptido-CPH antigénicos pueden ser eliminados por otros linfocitos del mismo tipo con especifidad para ese antígeno (a este proceso se le suele denominar "fratricida").
- Los linfocitos T colaboradores que han capturado complejos péptido-CPH antigénicos están implicados en un bucle de retroalimentación negativa que lleva a su inactivación.[8]
- Las células dendríticas a los que los linfocitos T les han eliminado complejos péptido-CPH antigénicos a través de la trogocitosis contribuyen a la maduración de la afinidad de la respuesta de estos linfocitos mediante la selección de aquellas con mayor afinidad.[9]
- La inframodulación de las moléculas coestimuladoras en las células dendríticas mediadas por linfocitos T conduce a una regulación de la respuesta de estas últimas.[10]
- La transferencia de antígenos entre células dendríticas por trogocitosis favorece la reactivación de los linfocitos T de memoria a expensas de los linfocitos T vírgenes.[11]
- La transferencia de antígenos entre células dendríticas por trogocitosis contribuye al rechazo del aloinjerto.[12]

## Implicaciones para la seroterapia
En la terapia contra el cáncer se pueden utilizar anticuerpos, como el rituximab, que es un anticuerpo usado en el tratamiento de la leucemia linfocítica crónica, y que reconoce la molécula CD20 que se expresa en las células tumorales y conduce a su eliminación. No obstante, gran parte del anticuerpo dispensado se pierde en la remoción de los complejos rituximab-CD20 de la superficie celular por parte de los monocitos mediante trogocitosis. Este efecto lleva a que las células tumorales se evadan mediante modulación antigénica. La reducción de la dosis de anticuerpos terapéuticos para limitar la cantidad de trogocitosis puede favorecer su eficacia terapéutica.

## Ensayos basados en la trogocitosis
Los ensayos TRAP (TRogocytosis Analysis Protocol, por sus siglas en inglés) permiten la identificación, caracterización y purificación de linfocitos T y B que reconocen un antígeno específico basándose en su capacidad para extraer moléculas (en este caso, sondas fluorescentes) a partir de la membrana plasmática de células presentadoras de antígeno. Estos ensayos requieren un citómetro de flujo, pero son baratos y fáciles de efectuar, además de rápidos (unas 3 horas), además de ser aplicables a cualquier población de linfocitos T o B. Los ensayos TRAP han sido exitosamente utilizados para detectar respuestas de linfocitos T contra infecciones víricas, cáncer, enfermedades autoinmunes, y vacunas.